# Alexandre Boniface
Ne doit pas être confondu avec Boniface Alexandre.
Alexandre Boniface (Paris, 22 décembre 1790 - Paris, 26 mai 1841) est un pédagogue français.

## Biographie
Fervent propagateur des principes pédagogiques de Johann Heinrich Pestalozzi, Boniface s'initia à cette pédagogie, à partir de 1814, à l'institut de Pestalozzi à Yverdon. En 1822, il fonda, à Paris, une institution destinée à l'application de ces principes ; établissement qu'il dirigea jusqu'à sa mort.
Il fut l'élève du grammairien et académicien Urbain Domergue et il était le frère ainé de Joseph-Xavier Boniface dit Saintine.

## Ses œuvres
- Manuel des amateurs de la langue française, contenant des solutions sur l'étymologie, l'orthographe, la prononciation, la syntaxe, , 1813-1814
- Cours analytique et pratique de la langue anglaise, Paris, 1812.
- Notice sur l'école de 1er degré fondée et dirigée par Alexandre Boniface, disciple de Pestalozzi, 24 p., in-12.
- Méthode de lecture très bien graduée et comprenant deux parties : orthographe régulière et orthographe irrégulière.
- Éphémérides classiques, présentant jour par jour les événements de l'histoire universelle, 1825, in-12.
- Grammaire française méthodique et raisonnée : rédigée d'après un nouveau plan et fondée sur un grand nombre de faits et sur l'autorité des grammairiens les plus connus, lire en ligne sur Gallica.
- Mémorial poétique de l'enfance, lire en ligne sur Gallica.
- Lecture graduée, lire en ligne sur Gallica.
- Abrégé de la grammaire française méthodique et raisonnée , lire en ligne sur Gallica.